# Paulinów
Paulinów è un villaggio di 61 abitanti (2011) nel distretto amministrativo di Sterdyń, all'interno del Distretto di Sokołów nel Voivodato della Masovia, nella Polonia centro-orientale.

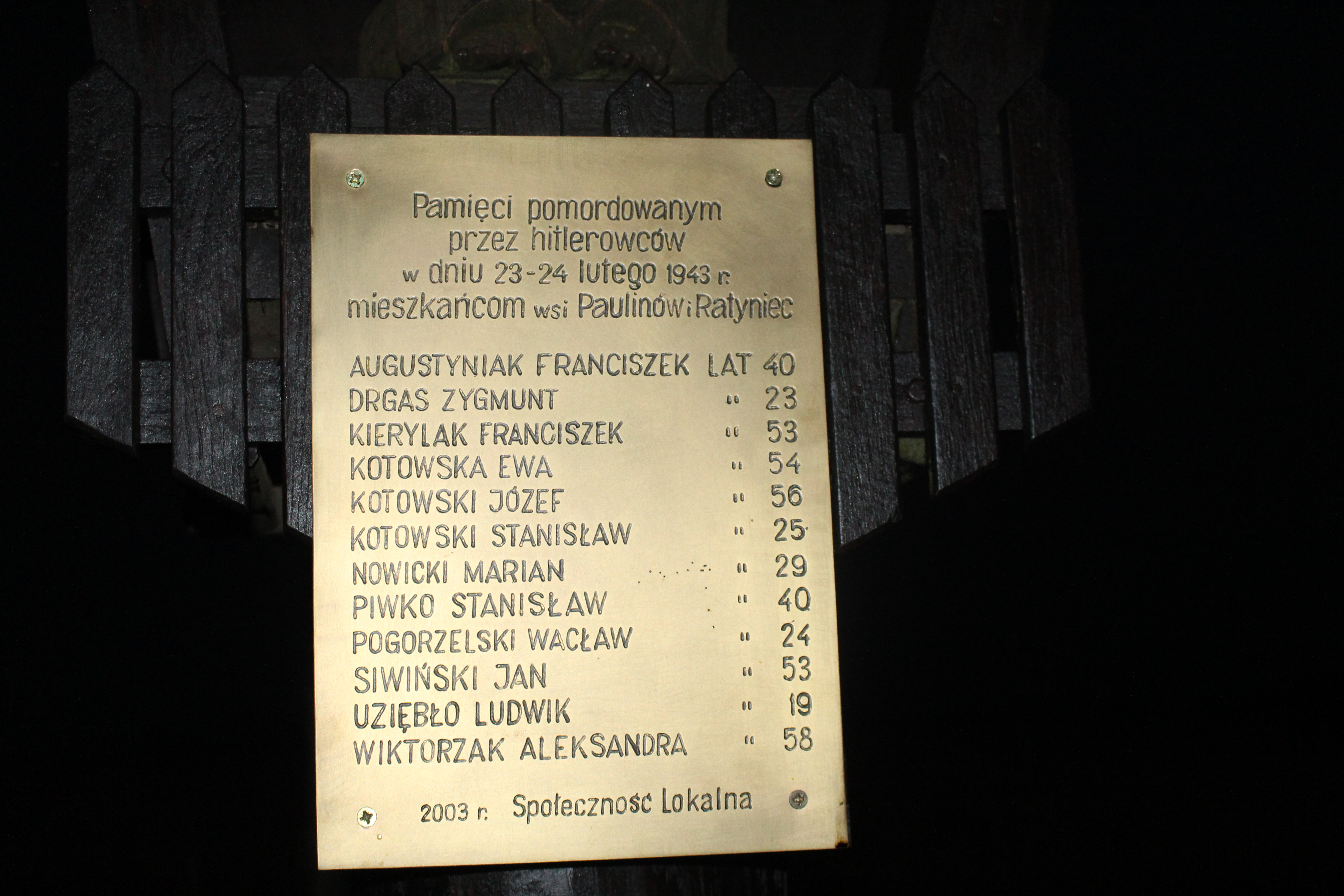
Targa su cui sono incisi i nomi dei caduti nella rappresaglia del 1943 (sono inclusi solo i nomi noti)

Durante l'occupazione tedesca nella seconda guerra mondiale, gli abitanti di Paulinów e i lavoratori della fattoria locale concessero aiuto a dei profughi ebrei fuggiti dal ghetto di Sterdyń. A causa di ciò, nella notte tra il 23 e il 24 febbraio 1943, il villaggio fu teatro di una spedizione punitiva tedesca, nella quale furono uccisi 11 polacchi e 3 rifugiati. Alla spedizione, organizzata grazie alle informazioni giunte da spie infiltratesi tra gli ebrei stessi, presero parte circa duemila soldati tedeschi, provenienti da Ostrów Mazowiecka.